# موسم الرياض 2022
موسم الرياض 2022 هو النسخة الثالثة من موسم الرياض، وهو مهرجان ترفيهي عالمي يقام في مدينة الرياض عاصمة المملكة العربية السعودية، أطلقه رئيس مجلس إدارة الهيئة العامة للترفيه تركي آل الشيخ في 21 أكتوبر 2022 تحت شعار «فوق الخيال» وتعد هذه النسخة أكبر فعالية ترفيهية في منطقة الشرق الأوسط وشمال إفريقيا، عبر 15 منطقة ترفيهية متنوعة، تشهد أكثر من 8500 يوم فعالية، هي: بوليفارد وورلد، بوليفارد رياض سيتي، فيا رياض، سوق الزل، ونتر وندرلاند، حديقة الحيوانات، المربع، حديقة السويدي، واجهة الرياض، سكاي رياض، ذا جروفز، فان فيستيفال، قرية زمان، إيماجينيشن بارك، ليتل رياض.

## الافتتاح
انطلقت فعاليات موسم الرياض 2022 في منطقة «رياض فايبز»، بكرنفال دولي شهد أول عرض في الشرق الأوسط لأكثر من 3200 طائرة درون، والذي يعد أكبر عرض بالطائرات المسيرة «الدرونز» شهده العالم حتى 2022، ودخل الحفل موسوعة غينيس للأرقام القياسية كأكثر حفل تُطلق فيه الألعاب النارية من طائرات بدون طيار، كما يتضمن الافتتاح حفلا غنائيا عالميا أحيته «آني ماري»، وعروض الألعاب النارية. وبدأ الحفل الذي تسلم فيه تركي آل الشيخ شعلة دورة الألعاب السعودية، بوصلة غنائية من الموروث الشعبي السعودي، وعروض متجولة، وعرض سيرك دو سوليه العالمي، وشمل عرضًا فنيًا للمناطق الخمس عشرة للموسم، وعروضًا تمهيدية لافتتاح المناطق الترفيهية، كما شهد حفل إطلاق الموسم عدد من الألعاب الحركية، ومجموعة من ألعاب الجمباز، وعروض الأسلاك العالية، والدراجات النارية، والنفث بالنار، والعمود المتأرجح، وعرض بانكين، إضافة إلى القفز من خلال الحلقات، والرقص على أنغام موسيقى الأوركسترا العالمية.

## مناطق الموسم

### بوليفارد وورلد
إحدى المناطق الترفيهية التي أعلن عن افتتاحها رئيس مجلس إدارة الهيئة العامة للترفيه في المملكة العربية السعودية، تركي آل الشيخ ضمن مناطق موسم الرياض 2022، تجمع تجارب متنوعة لعدة دول من حول العالم منها: الولايات المتحدة، فرنسا، إيطاليا، الهند، الصين، إسبانيا، اليابان، المكسيك، اليونان والمغرب. كما تضم أكبر بحيرة صناعية في العالم، يتاح للزوار فيها ركوب الغواصات لأول مرة في مدينة الرياض، ومنطقة إيريا من لاس فيغاس، وأكبر مسرح كوري في العالم، بالإضافة إلى قرية كومبات، وقرية سوبر هيرو، وتجربة أكبر سفير في العالم، وتلفريك للتنقل بين بوليفارد وورلد وبوليفارد رياض سيتي.

### المربع
إحدى مناطق فعاليات موسم الرياض، تضم عددا من الفعاليات والمواقع التاريخية والحديثة التي استثمرتها الهيئة العامة للترفيه لإقامة الفعاليات، أبرزها المتحف الوطني السعودي الذي يضم أكثر من 3700 قطعة أثرية عن تاريخ شبه الجزيرة العربية برفقة مرشدين سياحيين، وستشهد المنطقة عروضا موسيقية وفنية بساحاتها الخارجية، إضافة إلى 8 مطاعم، واثنين من المقاهي العالمية.

### حديقة السويدي
تقع حديقة السويدي في شارع سعد بن المنذر في حي السويدي في مدينة الرياض، وتبلغ مساحتها نحو 102,075 مترا مربعا.

### سكاي رياض
إطلالات فريدة من سماء الرياض في ثلاث مواقع مختلفة، هي: مجدول، وبرج مياه الرياض، ومرواس بوليفارد، لخوض تجربة مطاعم عالمية.

### ذا جروفز
تقع منطقة ذا جروفز في حي السفارات في الرياض، وهي منطقة متكاملة للاسترخاء والتمتع بحياة الرفاهية، وستتيح المنطقة لزوارها تجربة العيش في القطب الشمالي من خلال المطعم الجليدي الذي يعد الأول من نوعه بالمملكة، حيث يأخذهم إلى درجات حرارة باردة ومنخفضة تصل إلى 18 درجة تحت الصفر، وتضم المنطقة وادي كأس العالم المخصص لفعاليات بطولة كأس العالم لكرة القدم، وتجارب مختلفة من ثقافات متعددة، إضافةً إلى مجموعة من العروض الحية، وتجربة ذا جروفز ماركت التي أضيفت لفعاليات المنطقة.

### فان فيستيفال
منطقة مخصصة لمشجعي المونديال في موسم الرياض 2022، تضم 8 شاشات كبيرة مخصصة لمشاهدة مباريات كأس العالم، وتصل طاقتها الاستيعابية إلى 20 ألف متفرج، وتحتوي المنطقة أيضاً على معرض عالمي للاعب كرة القدم الأرجنتيني مارادونا، ومعرض آخر لنادي نيوكاسل الإنكليزي، إضافة إلى علامات تجارية رياضية عالمية، وتجارب ترفيهية بتقنيات افتراضية خاصة بكأس العالم لمختلف الأعمار.

### قرية زمان
قرية زمان التراثية إحدى مناطق موسم الرياض، تقدم صورة عن الحياة الماضية والحياة التراثية التي عاشها الأجداد، عبر مناطقها المتمثلة في مسرح الطيبين، ووادي المصاقيل، وملعب الحوش، وبيت مزنة، والقناة الأولى، والميدان، ودكاكين. وتتميز المنطقة بقدرتها على أخذ الزوار في جولة نحو الماضي، وتقاليده العتيقة، إضافةً إلى التعرف على أنماط العيش القديم، وتفاصيل حياة الآباء والأجداد، في أجواء ترفيهية وسط مجموعة من المتاجر والمقاهي والمطاعم المصممة على الطراز القديم.

### إيماجينيشن بارك
تضم 4 تجارب مستوحاة من أشهر مسلسلات نتفليكس، ومجسمات ومعارض من أشهر الأفلام، إضافة إلى عدد من العروض اليومية المتنوعة. وتحتوي “إيماجينيشن بارك” على منطقة مخصصة للسيارات النادرة والسريعة، ومنطقة أخرى للسيارات المعدلة، ومجموعة من متاجر بيع الهدايا التذكارية للأفلام والمسلسلات التي تتخصص المنطقة في عرض تجاربها العالمية. اِفتتحت فعالياتها في 10 يناير 2023 حتى 22 من الشهر عينه.

### ليتل رياض
تتميز منطقة «ليتل رياض» الواقعة في حي السفارات، بعدد من الفعاليات الترفيهية الاستثنائية، ومنها العروض الموسيقية الحية، وسوق المزارعين للمنتجات المحلية وورش عمل مختلفة، كما ستضم المنطقة جلسات يوغا وتمارين رياضية، وعددا من المطاعم.

## فعاليات الموسم
يضم الموسم أكثر من 8500 فعالية تقام في 15 منطقة تحتوي على 252 مطعمًا ومقهى، و240 متجرًا، وعروض ألعاب نارية يومية، إضافةً إلى 8 عروض عالمية، وأكثر من 150 عرضًا غنائيًّا، وتضم فعاليات الموسم 108 تجارب تفاعلية، و7 معارض عالمية، ومباراتين عالميتين، ونزالات WWE، و17 مسرحية عربية، إضافةً إلى عدد من الفعاليات والعروض المتنوعة.

### فعالية "Be a STAR"
بالتعاون مع «دبليو دبليو إي»، شهدت برامج موسم الرياض 2022، يوم الثالث من نوفمبر تنظيم فعالية "Be a STAR" المخصصة لتعزيز الصحة والتعلم الاجتماعي والعاطفي للمساعدة في تقليل حوادث التنمر وتوفير بيئة آمنة للتعلم والنمو في النوادي والمدارس والمجتمع.
شارك في الفعالية المتضمنة رسائل متعددة في إدارة العواطف والصحة العقلية عدد من طلاب مدارس الملك فيصل، في ملعب الأول بارك.
ومثلت الفعالية جزءاً من أسبوع "WWE"، وأحداثه التي تأتي ضمن أبرز فعالياتها نزالات «كراون جول» العالمية.
وتهدف أنشطة الفعالية التي شارك فيها الطلاب جنباً إلى جنب مع نجوم "WWE" لإيجاد قواسم مشتركة متينة بينهم، واحترام الاختلافات التي تميز كل شخص عن غيره، إضافة إلى المساعدة على فهم الآخرين، ومنحهم الاحترام اللازم، فضلاً عن إشعارهم بالتقدير والتشجيع والأمان.
وتمثل "Be a Star" أحد برامج "WWE" المعنية بإظهار التسامح، وتشجيع الأطفال على معاملة بعضهم البعض باحترام من خلال التعليم والمبادرات، إضافة إلى تعزيز الأساليب الإيجابية للتفاعل الاجتماعي، والتشجيع على المساواة، حيث استفاد من جهودها في مكافحة التنمر أكثر من 500 ألف طفل على مستوى العالم، كما توفر منهجاً يضم أبرز أهدافها وقيمها، ويتوافر بأكثر من 4300 نادٍ للأولاد والبنات في الولايات المتحدة الأمريكية.

### فعالية جراون جول
هو عرض مصارعة محترفة من فئة الدفع مقابل المشاهدة وهو العرض الرابع من سلسلة عروض كراون جول. أقيم يوم السبت 5 نوفمبر بين بطل «WWE» رومان رينز ولوجان بول في مرسول بارك في مدينة الرياض في السعودية.

### فعالية بلاك هات
هي فعالية عالمية تجمع أهم خبراء الأمن السيبراني في العالم، وأكبر فعالية أمن سيبراني بمنطقة الشرق الأوسط وشمال إفريقيا. تنظم بالتعاون بين الاتحاد السعودي للأمن السيبراني والبرمجة والدرونز وإنفورما تيك، بالشراكة مع الهيئة العامة للترفيه، وذلك ضمن فعاليات موسم الرياض 2022، وتنطلق في 15 نوفمبر ولمدة ثلاثة أيام في مركز واجهة الرياض.
وتجمع الفعالية مجموعة من أبرز الخبراء والمتحدثين في مجال الأمن السيبراني، بحضور أكثر من 200 مسؤول لأهم الجهات في العالم، كما تحتوي على عدد من الدورات التدريبية المتخصصة في المجال بشهادات معتمدة إلى جانب عدد من الجلسات، وورش العمل، بالإضافة إلى الكثير من المنافسات بجوائز تصل قيمتها إلى أكثر من 1,000,000ريال، وتستهدف الفعالية المهتمين، والخبراء، والهواة بمجال الأمن السيبراني.
وتضم فعالية بلاك هات 6 مناطق رئيسة، هي: منطقة القمة التنفيذية المخصصة لرؤساء قطاع الأمن السيبراني لمناقشة آخر المستجدات، وتبادل الخبرات والتجارب، منطقة ورش العمل التقنية، وقاعة الأعمال التي تجمع الشركات الكبرى والناشئة المتخصصة بالمجال سواء العالمية منها أو المحلية، إلى جانب منطقة آرسنال التي يشارك فيها المطورون أحدث وسائل الاختراق مفتوحة المصدر، بالإضافة إلى الدورات التدريبية التي يقدمها 50 مدربًا محترفًا.
وتشمل فعالية بلاك هات منطقة الفعاليات التي تأتي برعاية إستراتيجية من NEOM وتتضمن مسابقة «التقط العلم»، حيث يخوض المنافسون تحديات مختلفة كاستغلال الثغرات للمواقع الإلكترونية، والتحليل الجنائي الرقمي، والهندسة العكسية، والتشفير وغيرها، وذلك للحصول على أكبر عدد من الأعلام والنقاط.
وتأتي مسابقة «التقط العلم» بمشاركة 1000 متسابق يمثلون 200 فريق من 35 دولة، يتنافسون على مدار 3 أيام للحصول على جوائز المسابقة التي تصل إلى 700,000 ألف ريال.
كما تحتوي منطقة الفعاليات على مسابقة «منصة مكافآت الثغرات» التي تحفز المشاركين على اصطياد واكتشاف الثغرات الأمنية في شركات حقيقية، حيث تبلغ إجمالي جوائز المسابقة 300,000 ألف ريال، كما تتضمن منطقة الفعاليات «القرية السيبرانية» والتي تجمع 6 تحديات مختلفة، وهي تحدي اختراق السيارة الذي يهدف إلى تثقيف الباحثين الأمنيين حول وظائف أنظمة المركبات إلى جانب تزويدهم بالخبرة العملية.
كما تقدم المنطقة تحدي فك الأقفال وهي تجربة أمنية بدنية حيث يمكن للزوار التعرف على نقاط الضعف في الأقفال المختلفة، إلى جانب تحدي الهروب من الغرفة وهو تحدٍ يعتمد على تعاون الفريق حيث يحل المتسابقون سلسلة من الألغاز ضمن إطار زمني محدود، ويأتي تحدي المدينة الذكية محاكيًا لقطاعات مختلفة من البنية التحتية ويمكن للباحثين الأمنيين استغلال الثغرات الأمنية في منشآت البنية التحتية.
وتشمل المنطقة كذلك تحدي اختراق الدرونز وهو تحدٍ يعتمد على منافسة بين فريقين، حيث يسعى الفريق الأول لإيصال أكبر عدد من الشحنات بواسطة الدرون فيما يسعى الفريق الآخر لتنفيذ مختلف الهجمات السيبرانية على درون الفريق الأول، وأخيرًا اختراق الرقائق الإلكترونية التي تتيح للزوار فرصة التعرف على كيفية اختراق أجهزة الهاتف المحمول وإنترنت الأشياء والتحكم في الوصول للبيانات المخزنة.
بينما تأتي مسابقة سايبر سييد ضمن منطقة قاعة الأعمال حيث تستعرض الشركات الناشئة المشاركة أفكارهم التجارية أمام خبراء التقنية والمستثمرين للفوز بجوائز تتعدى 90,000 ريال.

### حفلة تريو عرب نايت
أقيمت في 31 ديسمبر 2022 على مسرح «محمد عبده أرينا» في الرياض، الذي احتضن سهرة فنية بمشاركة 13 فناناً من أبرز نجوم الغناء العربي. وأحيا 13 نجماً عربياً، ليلة «تريو عرب نايت» ضمن فعاليات موسم الرياض 2022 في نسخته الثالثة، وشاركت نجوى كرم، عاصي الحلاني، وائل كفوري، صابر الرباعي، نانسي عجرم، لطيفة التونسية، نوال الزغبي، أصالة نصري، بهاء سلطان، أنغام، إليسا، ووليد توفيق، في تقديم وصلات غنائية ثنائية وثلاثية.

### كأس موسم الرياض
في 19 يناير 2023 أقيمت المباراة على كأس موسم الرياض بين فريق موسم الرياض المنتخب من لاعبي الهلال والنصر وبين فريق باريس سان جيرمان الأول لكرة القدم على أستاد الملك فهد الدولي في الرياض، وانتهت المباراة بفوز نادي باريس سان جيرمان الفرنسي على فريق "موسم الرياض" بخمسة أهداف مقابل أربعة، سجل خماسية الفريق الباريسي كل من الأرجنتيني ليونيل ميسي "3"، والبرازيلي ماركينيوس "43"، والإسباني سيرجيو راموس "53"، والفرنسي كيليان مبابي من ركلة جزاء "60"، والفرنسي هوجو إيكيتيكي "76"، فيما جاءت رباعية فريق موسم الرياض عن طريق البرتغالي كريستيانو رونالدو “هدفين 34 من ركلة جزاء و45+5، والكوري الجنوبي جانج هيون سو "56"، والبرازيلي تاليسكا "90+4".

### جدول الفعاليات
| الفعالية                                 | التصنيف | من        | إلى           | الموقع                                 | مراجع |
| ---------------------------------------- | ------- | --------- | ------------- | -------------------------------------- | ----- |
| مسيرة افتتاح الموسم وحفلة عالمية         |         | 21 أكتوبر |               | «رياض فايبز»                           |       |
| بوليفارد رياض سيتي                       |         | 22 أكتوبر | 22 يناير 2023 | بوليفارد رياض سيتي                     |       |
| حديقة السويدي                            |         | 22 أكتوبر | 5 ديسمبر      | حديقة السويدي                          |       |
| منطقة البازار                            |         | 22 أكتوبر | 5 ديسمبر      | حديقة السويدي                          |       |
| عروض حية متجولة                          |         | 22 أكتوبر | 5 ديسمبر      | حديقة السويدي                          |       |
| منطقة الكرنفال                           |         | 22 أكتوبر | 5 ديسمبر      | حديقة السويدي                          |       |
| المزرعة                                  |         | 22 أكتوبر | 5 ديسمبر      | حديقة السويدي                          |       |
| بتي كافيه                                |         | 22 أكتوبر | 22 يناير 2023 | بوليفارد رياض سيتي                     |       |
| جراند كافيه                              |         | 22 أكتوبر | 22 يناير 2023 | بوليفارد رياض سيتي                     |       |
| إيتوال                                   |         | 22 أكتوبر | 22 يناير 2023 | بوليفارد رياض سيتي                     |       |
| بيروت خانم                               |         | 22 أكتوبر | 22 يناير 2023 | بوليفارد رياض سيتي                     |       |
| كرمنا                                    |         | 22 أكتوبر | 22 يناير 2023 | بوليفارد رياض سيتي                     |       |
| القصبة                                   |         | 22 أكتوبر | 22 يناير 2023 | بوليفارد رياض سيتي                     |       |
| ملك العود                                |         | 22 أكتوبر | 22 يناير 2023 | بوليفارد رياض سيتي                     |       |
| مطعم ليالي شامية                         |         | 22 أكتوبر | 22 يناير 2023 | بوليفارد رياض سيتي                     |       |
| ليالي العراق                             |         | 22 أكتوبر | 22 يناير 2023 | بوليفارد رياض سيتي                     |       |
| ونتر وندر لاند                           |         | 22 أكتوبر | 3 يناير 2023  | بوليفارد رياض سيتي                     |       |
| مسرحية يلا بوليفارد                      |         | 22 أكتوبر | 29 أكتوبر     | بوليفارد رياض سيتي/ مسرح بكر الشدي     |       |
| الأمسيات الطربية الفنانة نتاشا           |         | 22 أكتوبر |               | بوليفارد رياض سيتي - مطعم ليالي شامية  |       |
| مسرحية ساعة أمل                          |         | 23 أكتوبر | 27 أكتوبر     | مسرح محمد العلي                        |       |
| الأمسيات الطربية حفل الفنان دحوم الطلاسي |         | 23 أكتوبر |               | بوليفارد رياض سيتي - دخنة              |       |
| كرونوس لي فارفاديس                       |         | 24 أكتوبر | 5 نوفمبر      | بوليفارد رياض سيتي                     |       |
| الأمسيات الطربية الفنان فيصل الراشد      |         | 24 أكتوبر |               | بوليفارد رياض سيتي - ملك العود         |       |
| الأمسيات الطربية الفنان محمد الأهدل      |         | 25 أكتوبر |               | بوليفارد رياض سيتي - دخنة              |       |
| الأمسيات الطربية الفنان إبراهيم حكمي     |         | 26 أكتوبر |               | بوليفارد رياض سيتي - مطعم ليالي شامية  |       |
| حفل تامر عاشور وبهاء سلطان               |         | 27 أكتوبر |               | بوليفارد رياض سيتي - مسرح أبو بكر سالم |       |
| الأمسيات الطربية الفنان محمد الزيلعي     |         | 27 أكتوبر |               | بوليفارد رياض سيتي - ملك العود         |       |
| معرض الأنمي السعودي                      |         | 27 أكتوبر | 29 أكتوبر     | واجهة الرياض                           |       |
| حفل إليسا وهيفاء وهبي                    |         | 28 أكتوبر |               | محمد عبده ارينا                        |       |
| الأمسيات الطربية الفنانة روز المحسن      |         | 28 أكتوبر |               | بوليفارد رياض سيتي - دخنة              |       |
| جراون جول                                |         | 5 نوفمبر  |               | مرسول بارك                             |       |
| بلاك هات                                 |         | 15 نوفمبر | 17 نوفمبر     | واجهة الرياض                           |       |

## موسوعة غينيس
حقق موسم الرياض 2022 عدة أرقام قياسية سُجلت في موسوعة غينيس للأرقام القياسية، وهي:
- مرواس: أكبر استديو موسيقي في العالم.
- بحيرة لاجون: أكبر بحيرة صناعية في العالم في بوليفارد وورلد.
- غريندايزر: أكبر مجسم معدني لشخصية في العالم.[22]
- أطول سكاي لوب.
- أكبر كرة ضوئية LED في العالم.[23]